# Ołeksijiwka (obwód doniecki)
Ołeksijiwka (ukr. Олексіївка) – wieś na Ukrainie, w obwodzie donieckim, w rejonie wołnowaskim, w hromadzie Wełyka Nowosiłka. W 2001 liczyła 1163 mieszkańców.